# Kital
Kital (arab. qitāl, dosł. walka zbrojna) – słowo to pochodzi od czasownika qātala, oznaczającego ogólne pojęcie walki i zwalczania innych, czym nawiązuje do przedmuzułmańskiej tradycji walki zakorzenionej w etyce plemion beduińskich. W Koranie kital rozumiany jest jako walka zbrojna, obronna. W Koranie występuje zwykle w kontekście jednoznacznie wskazującym, że był przez pierwszych muzułmanów, zwłaszcza osiadłych Arabów, o tradycji innej niż beduińskie plemiona koczownicze, traktowany wyjątkowo niechętnie. Kital jest jednak obowiązkiem każdego muzułmanina, gdy zostaje on zaatakowany przez wroga zewnętrznego. "Zwalczajcie na ścieżce Boga tych, którzy was zwalczają, ale nie przekraczajcie granic, bo Bóg nie lubi tych, którzy przekraczają granice". Z pojęciem kital wiąże się ostatnia z czterech zasad właściwego dżihadu, który powinien być prowadzony sercem, językiem, rękami i mieczem. Jest to więc "mały" dżihad w odróżnieniu od dżihadu "dużego", czyli dokładania wszelkich starań w celu osiągnięcia zbawienia. Walka zbrojna w dżihadzie prowadzona jest z niewiernymi i obłudnikami (munafikun), czyli tymi, którzy przyjęli islam, ale w sercach nadal pozostali niewierzący. Qitāl jako część dżihādu nie jest skierowany przeciwko żydom i chrześcijanom.